# 오귀스트 캥
오귀스트 니콜라 캥(프랑스어: Auguste Nicolas Caïn, 1821년 11월 10일~1894년 8월 6일)은 야생 동물과 가축을 묘사한 것으로 유명한 프랑스의 동물 조각가이다.

## 생애
캥은 1821년 파리에서 태어나 루드, 기오네, 피에르쥘 메네(1852년에 메네의 딸과 결혼)의 지도를 받았다. 1846년 살롱에서 열린 그의 첫 번째 전시회는 쥐로부터 둥지를 지키는 참새 밀랍 모형이었는데, 나중에 청동으로 주조되어 1855년 살롱에 전시되었다. 1846년부터 1888년까지 캥은 살롱에 총 38개의 모델을 전시했다.

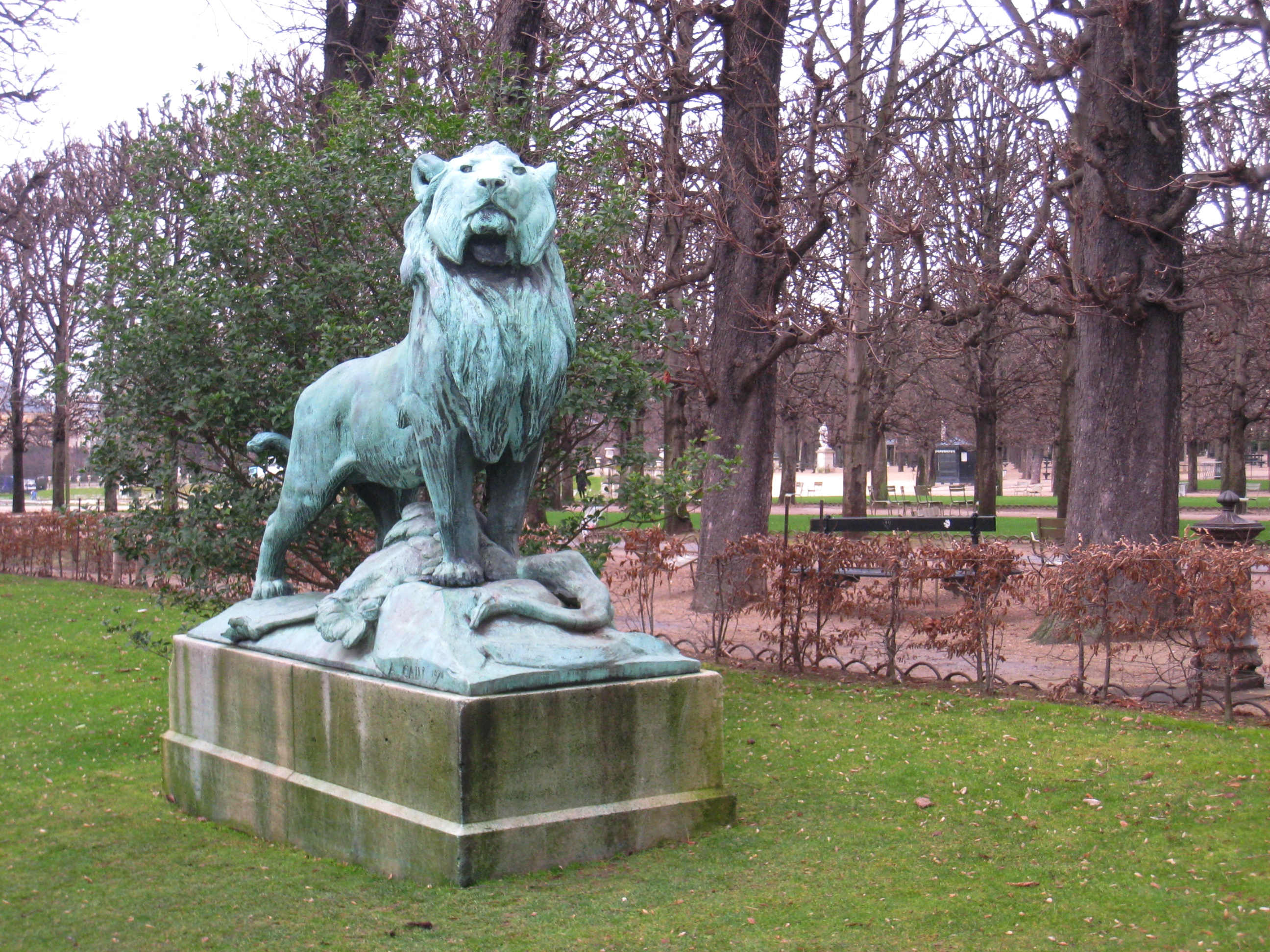
《누비아의 사자와 먹이》(Le Lion de Nubie et sa proie), 1870년, 뤽상부르 공원

1868년부터 그는 샹티이성의 《사냥개 무리》(Chiens de meute), 뤽상부르 공원의 《누비아의 사자와 먹이》(Le Lion de Nubie et sa proie), 튀일리 정원의 《호랑이와 공작새》(Tigress and Peacock) 등의 기념물을 제작했다. 1879년 메네가 죽자 그는 장인의 주조 경영을 맡았다.
1882년엔 레지옹 도뇌르 오피시에 훈장을 받았다.
오귀스트 캥의 아들은 화가 조르주 캥과 대본 작가 앙리 캥이다.

## 작품

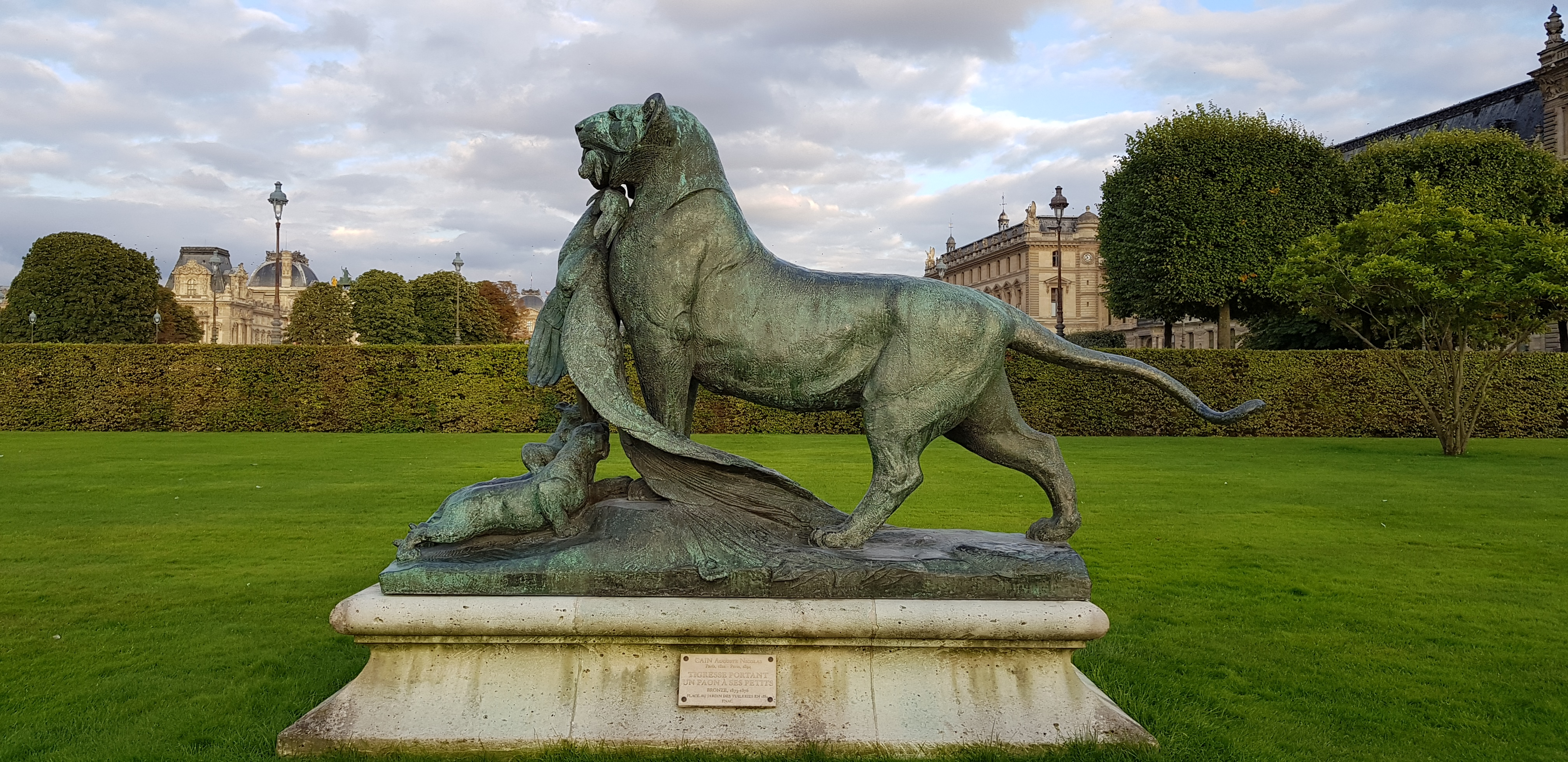
《새끼들에게 공작새를 가져다 주는 호랑이》(Tigresse portant un paon à ses petits), 1873년~1876년에 제작하여 1884년 튀일리 정원에 설치된 이 조각상은 장앙드레 릭상이 그린 《샹젤리제 궁에서의 베르니사주》(Un Jour de vernissage au palais des Champs-Élysées)에도 등장한다.
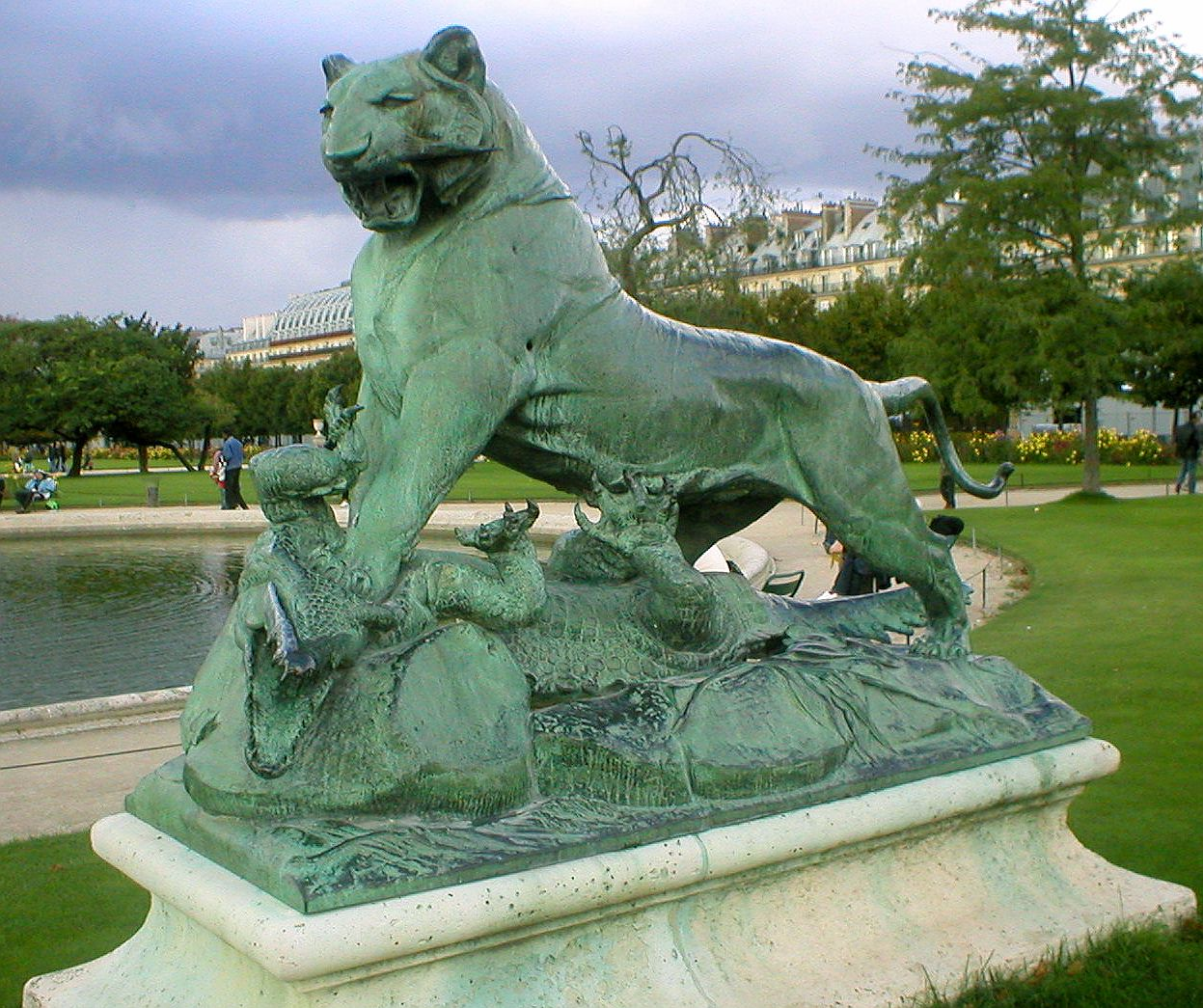
《악어를 공격하는 호랑이》(Tigre terrassant un crocodile), 1873년, 튀일리 정원
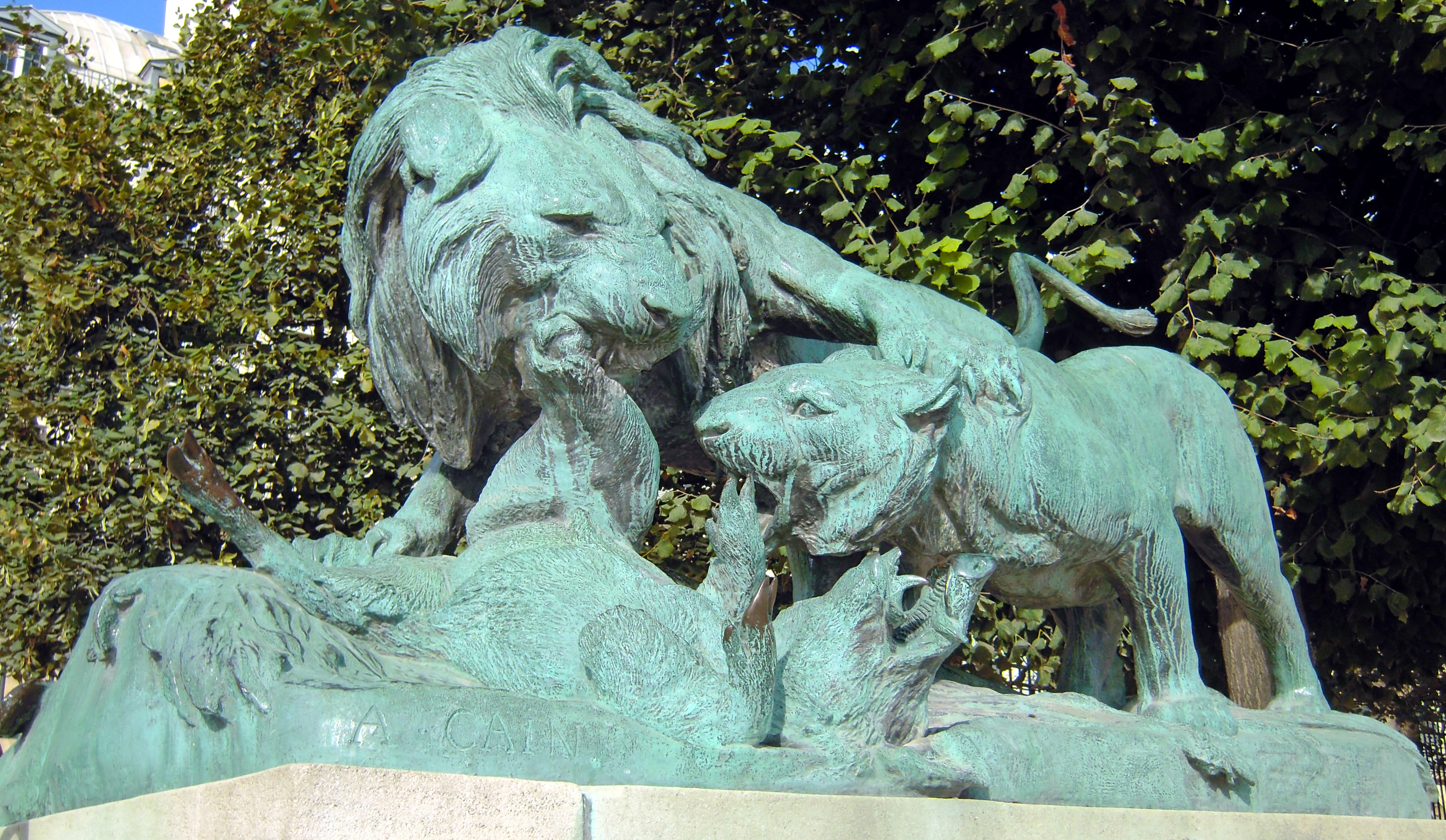
《멧돼지를 공격하는 사자와 암사자》(Lion et lionne attaquant un sanglier)
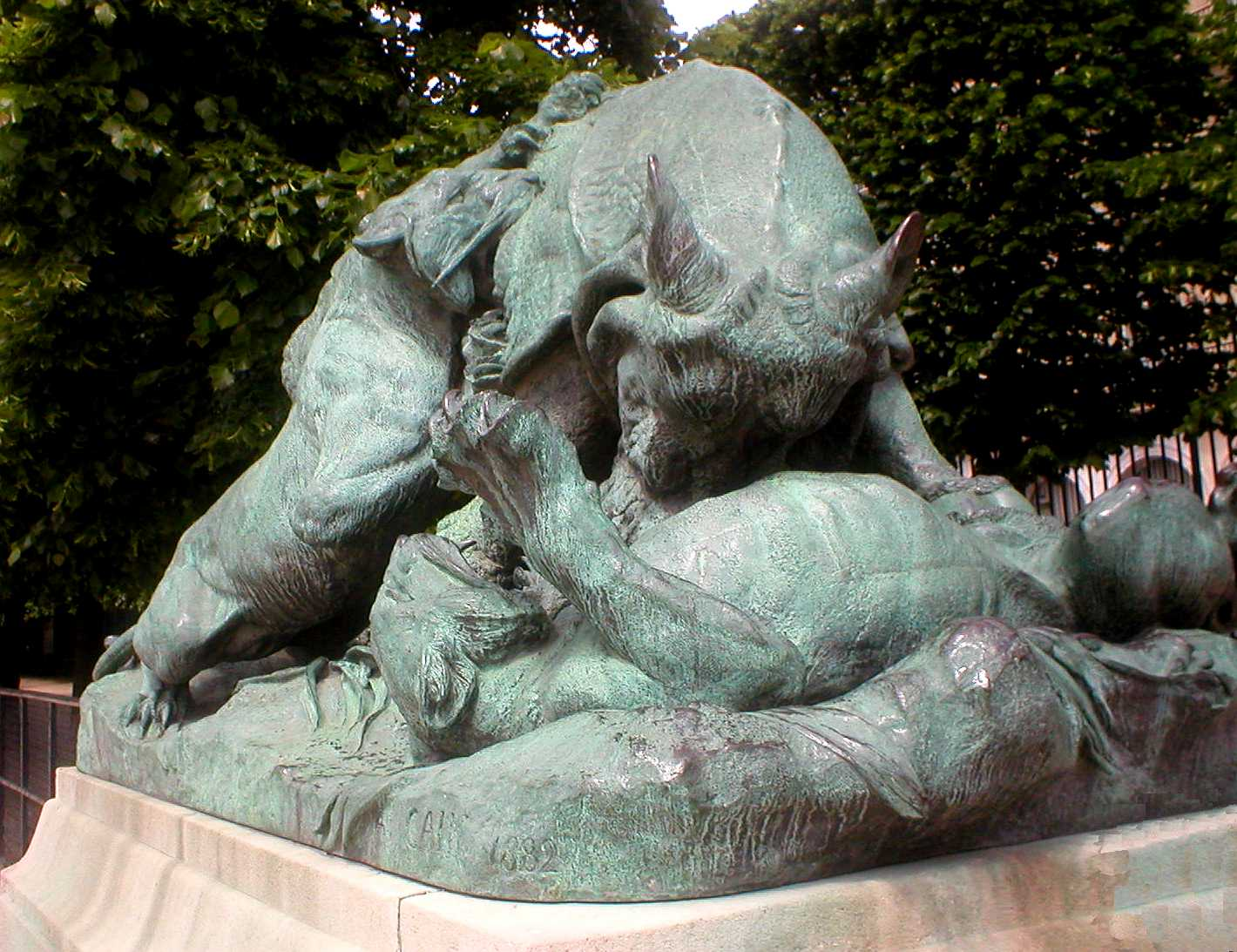
《황소를 공격하는 두 마리 암사자》(Deux lionnes attaquant un Taureau), 1882년
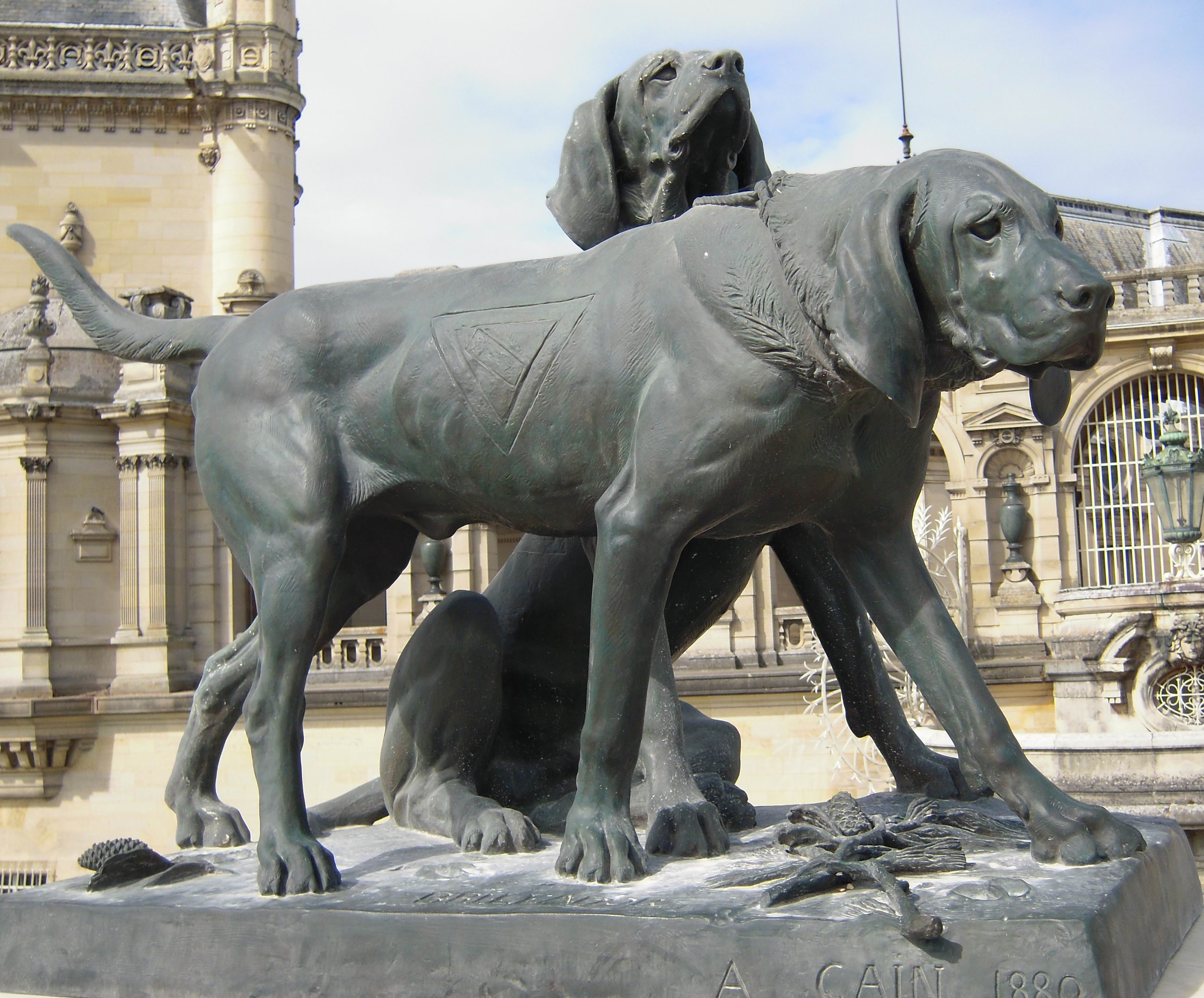
Fanfareau et Brillador, 1880년, 샹티이성의 콩데 미술관
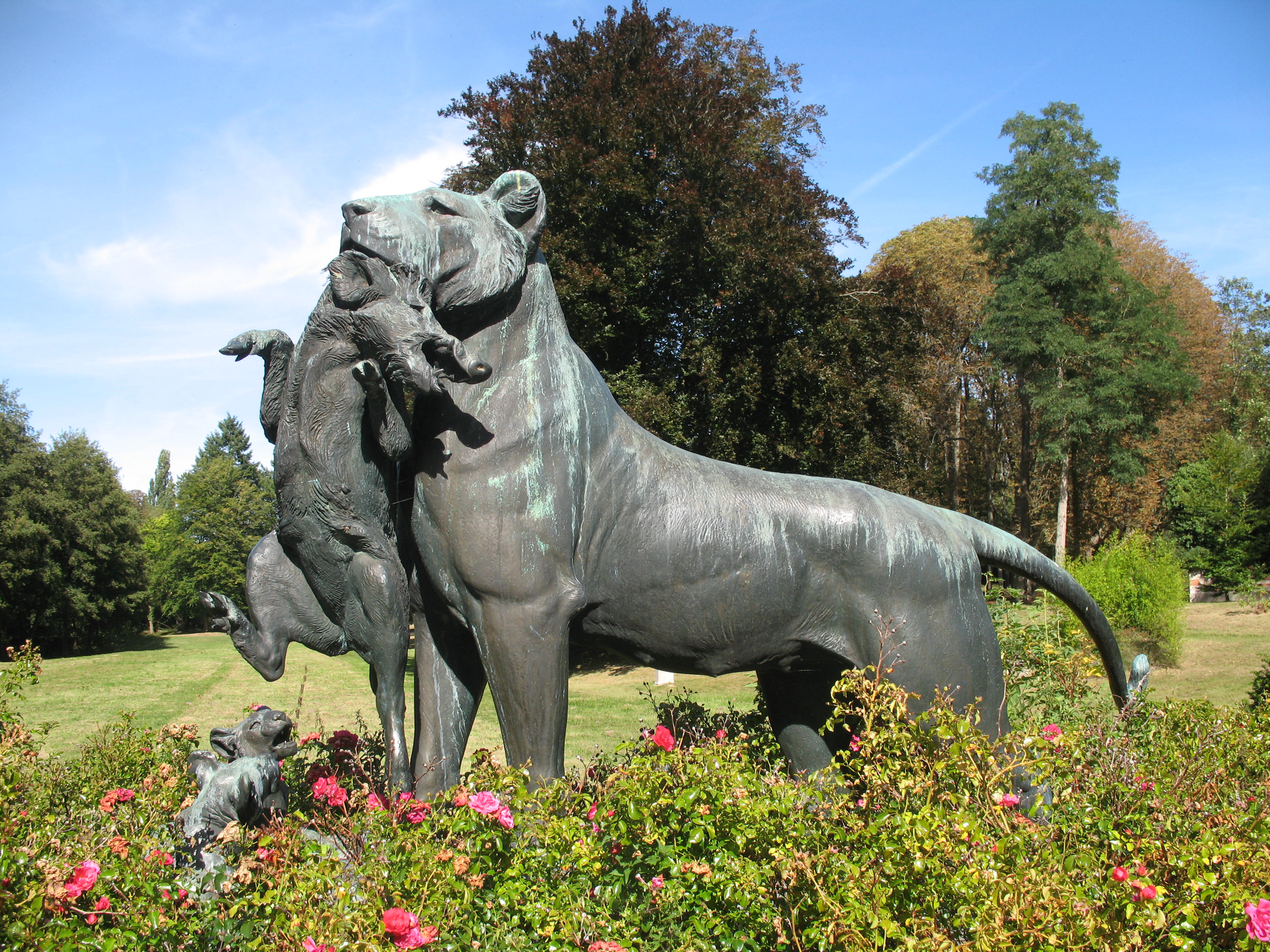
《어린 멧돼지를 새끼들에게 가져다 주는 암사자》(Lionne apportant à ses petits un jeune sanglier)
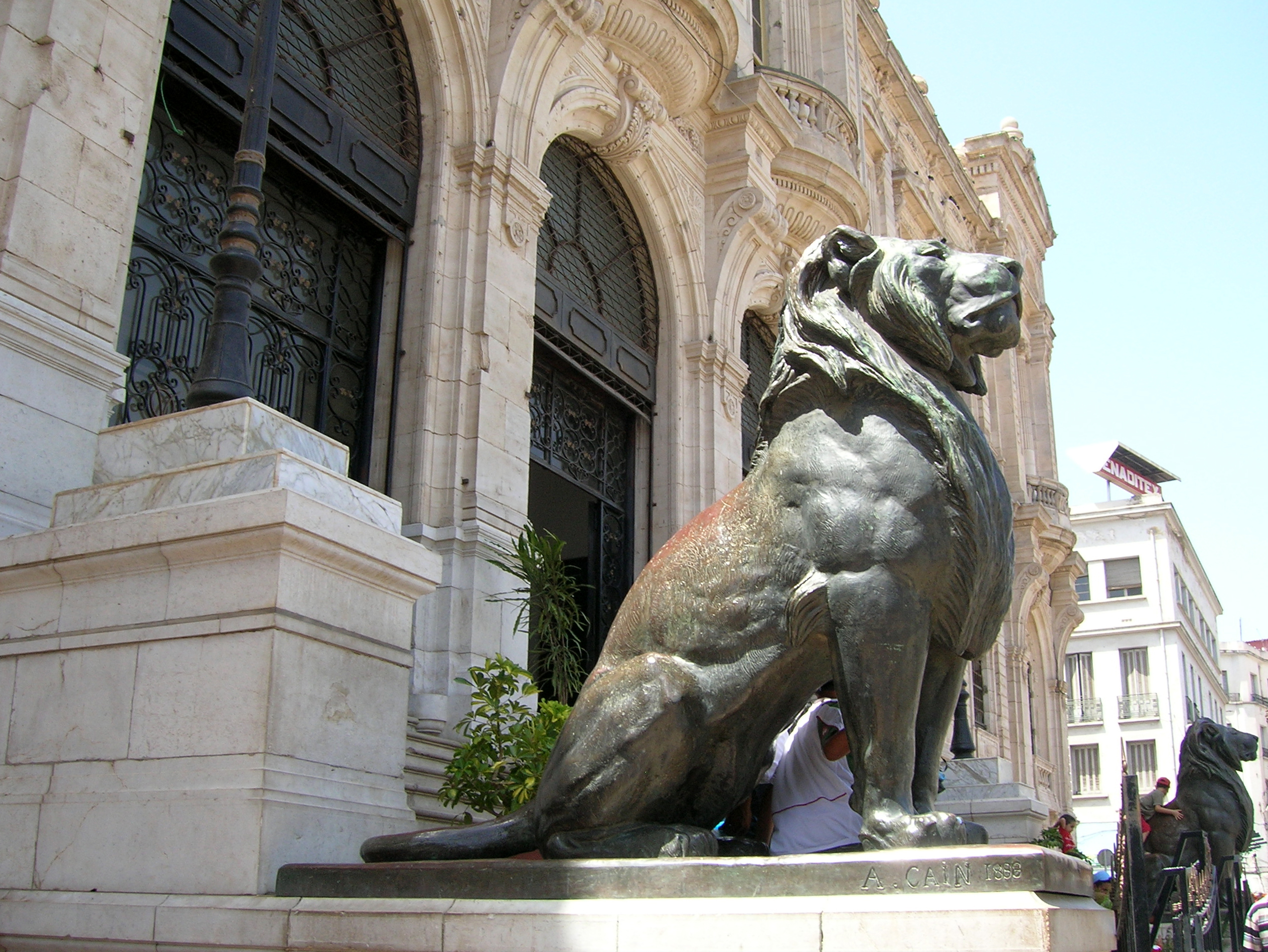
《두 마리의 아틀라스 사자》(Deux lions de l'Atlas), 1889년, 오랑 시청, 알제리
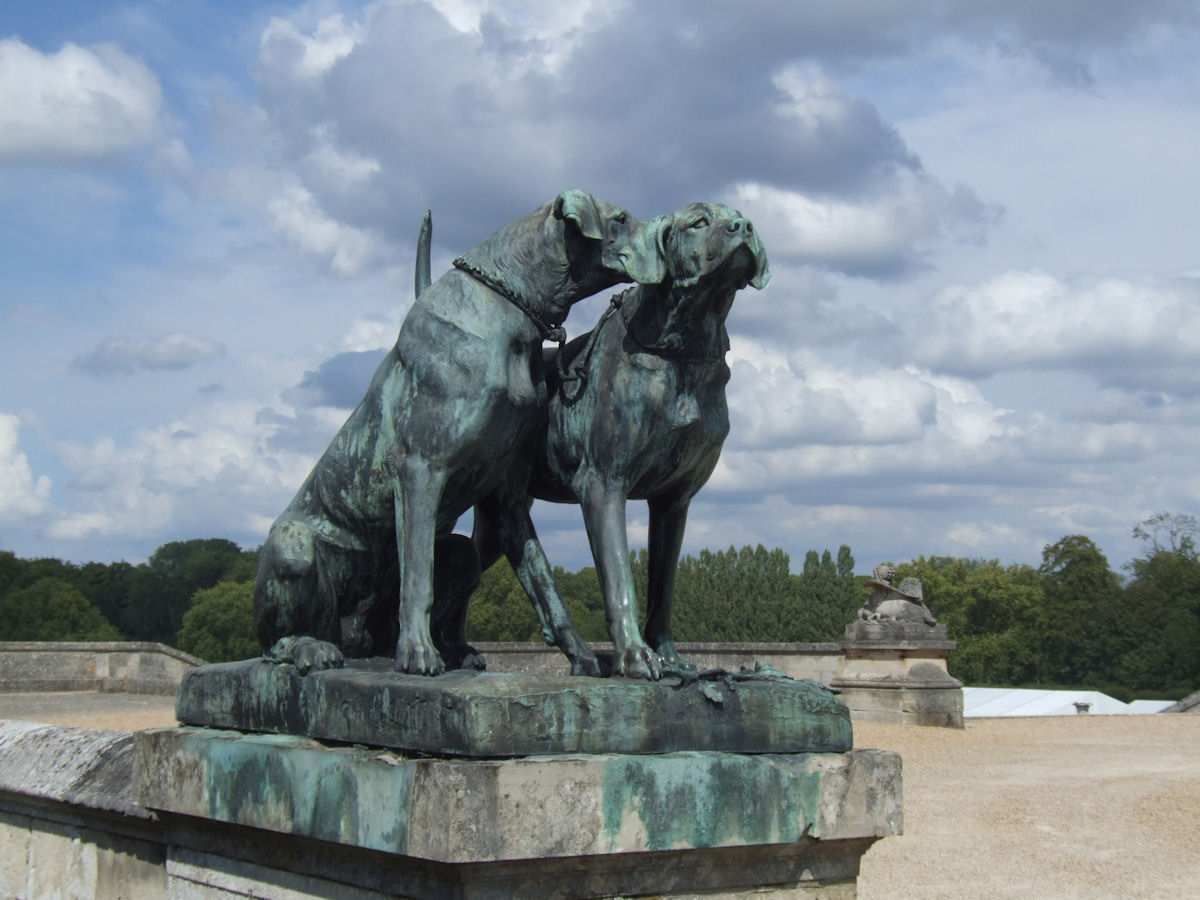
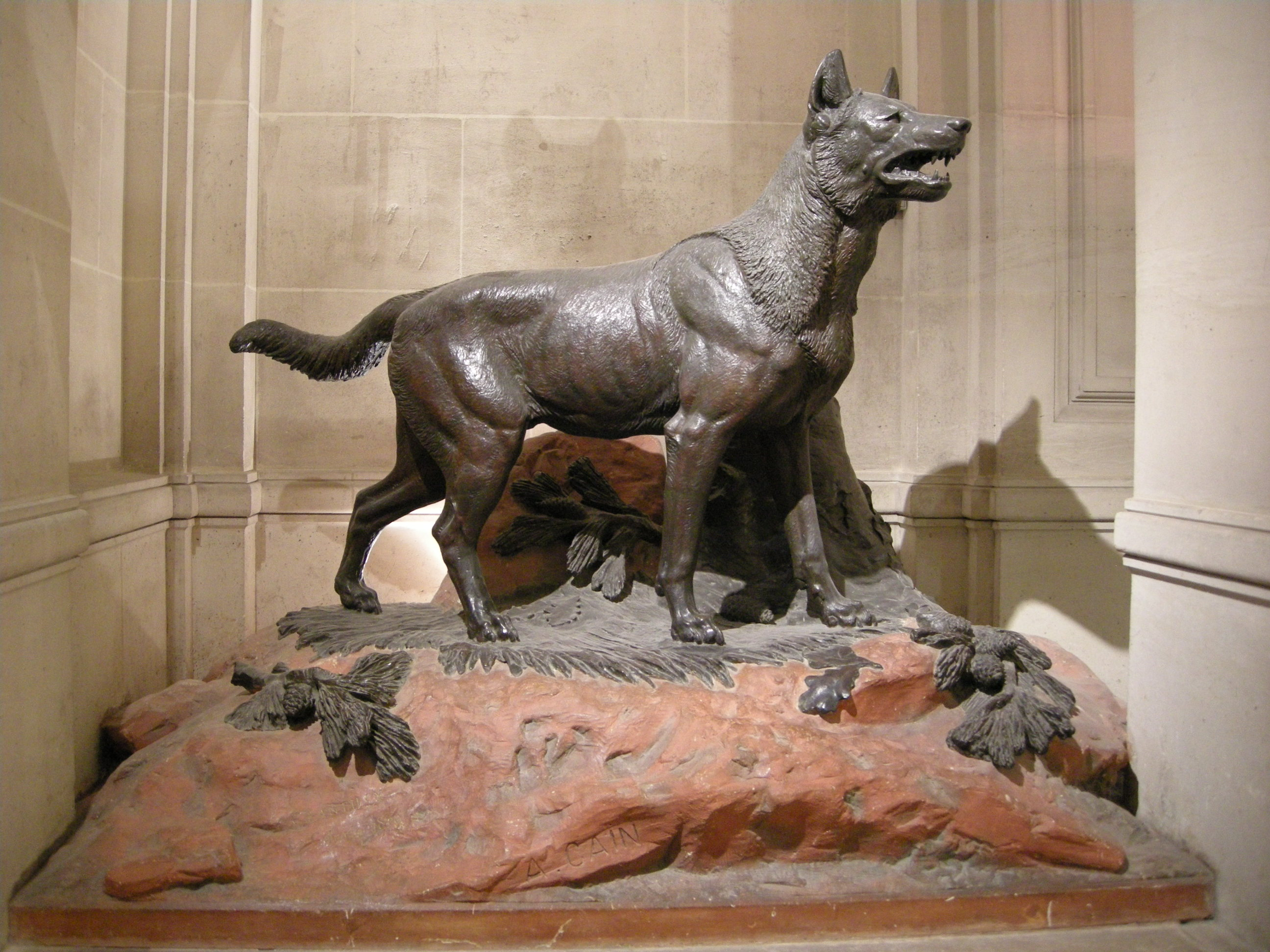
《늑대》, 1894년, 샹티이성의 콩데 미술관